# Кінематограф Норвегії
Першим фільмом, знятим на території Норвегії, була короткометражка «Fiskerlivets farer» («Небезпеки рибальського життя»), створена у 1907 році на основі сюжету про рибалок.
У 1931 році Танкред Ібсен (онук драматурга Генріка Ібсена) представив перший у Норвегії повнометражний звуковий фільм — «Велике хрещення». Упродовж 1930-х років Ібсен домінував у норвезькому кіновиробництві. Він був найпопулярнішим режисером країни того періоду, знімав переважно мелодрами, стилістично подібні до голлівудських. Іншим відомим режисером того часу був Лейф Сіндінг.
На початку XXI століття кілька норвезьких режисерів поїхали до Голлівуду, щоб знімати фільми й здобути досвід у виробництві незалежного кіно. До 2011 року в Норвегії було випущено майже 900 фільмів, третина з яких — за останні 15 років.

## Нагороди
Еквівалентом Оскару є Amanda award, який представлений на щорічному фестивалі Норвезького кіно в Гаугесунні. Була створена в 1985 році. Премія Amanda award представлена у наступних категоріях: кращий норвезький фільм, кращий режисер, краща чоловічий актор, краща жіноча актриса, кращий фільм для дітей та молоді, кращий сценарій, кращий короткометражний фільм, кращий Документальний фільм (однак, документальний фільм також може виграти премію Найкращий фільм, Найкращий іноземний фільм і почесну нагороду.
Документальний фільм «Кон-Тікі», зроблений Туром Хеєрдалом, отримав  Оскар за документальну особливість на 24-й премії нагородження Оскар у 1951 році. Це єдиний фільм в історії Норвегії, що виграв Оскар. У 2006 році норвезько-канадський анімаційний короткометражний фільм «Данський поет» режисера норвежця Торила Коува та адаптована норвезька легенда Лівом Ульманном, виграв премію «Оскар» за найкращий анімаційний короткометражний фільм і став другим норвезьким фільмом, який отримав премію «Оскар».
З 2013 р. п'ять фільмів з Норвегії були номіновані на премію за найкращий фільм на іноземних мовах: «Дев'ять житів» (1957), «Провідник» (1987), «Елінг» (2001) і «Кон-Тікі» (2012), «Інша сторона Неділі» (1996).

## Актори
- Мария Бонневі
- Венче Фосс
- Харальд Хайде-Стин-молодший
- Крістофер Йонер
- Хельге Жалад
- Альфред Морстад
- Торалв Морстад
- Арве Опашл
- Сверре Анкер Оустал
- Бйорн Сундквіст
- Лів Ульман
- Тронд Еспен Сейм
- Ролв Весленлунд
- Піа Тільта
- Аксель Генні
- Райан Війк
- Ане Дал Торп
- Ніколай Клеве Брош
- Мортен Рудь

## Режисери

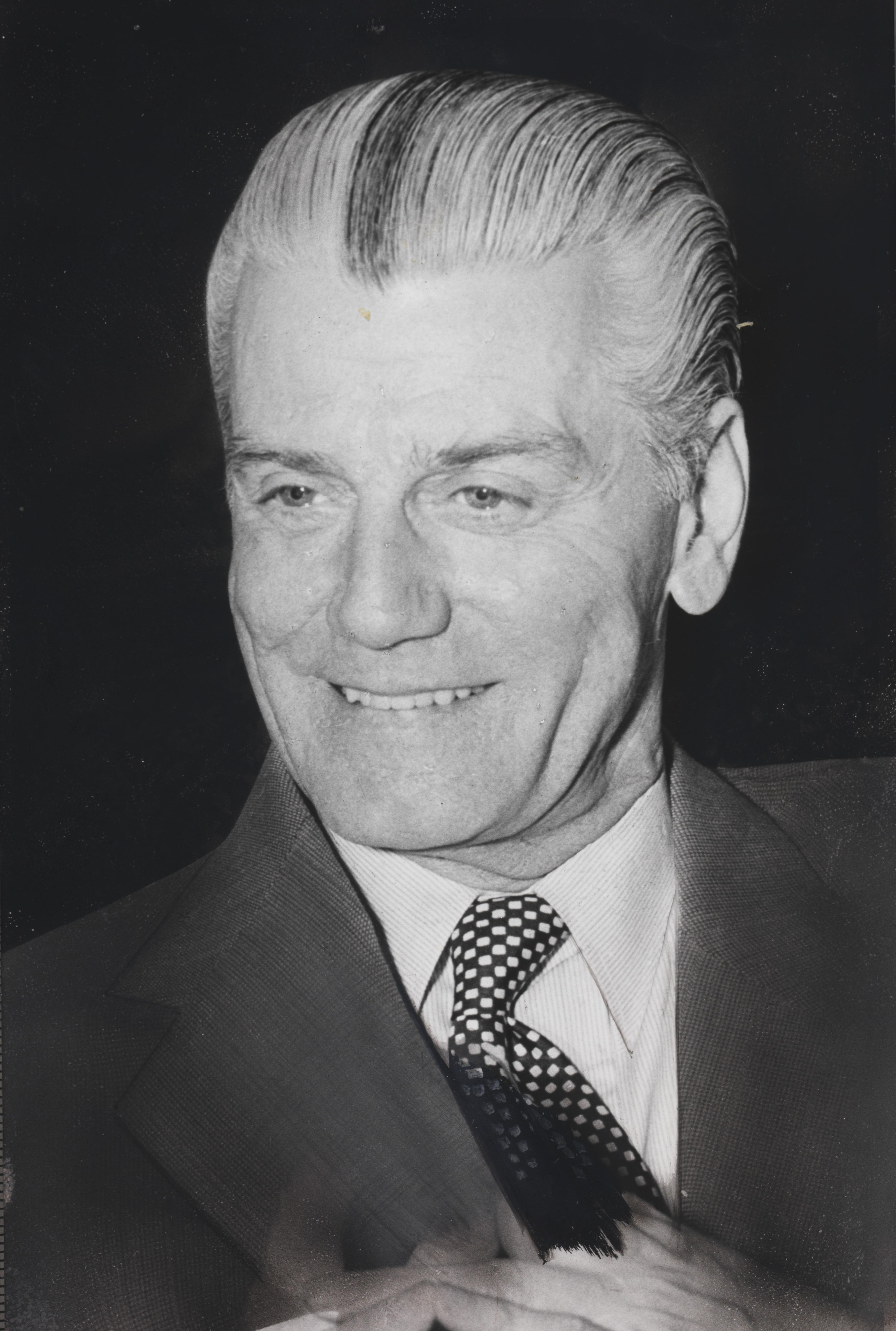
Танкред Ібсен у 60-их роках. Танкред Ібсен був одним із найуспішніших режисерів Норвегії. Його фільми були такими ж цікавими як фільми Голівуду. Танкред славно продовжив династію Ібсенів, яка дивує своїми ідеями і ерудицією жителів світу.Національна бібліотека Норвегії bildesamling

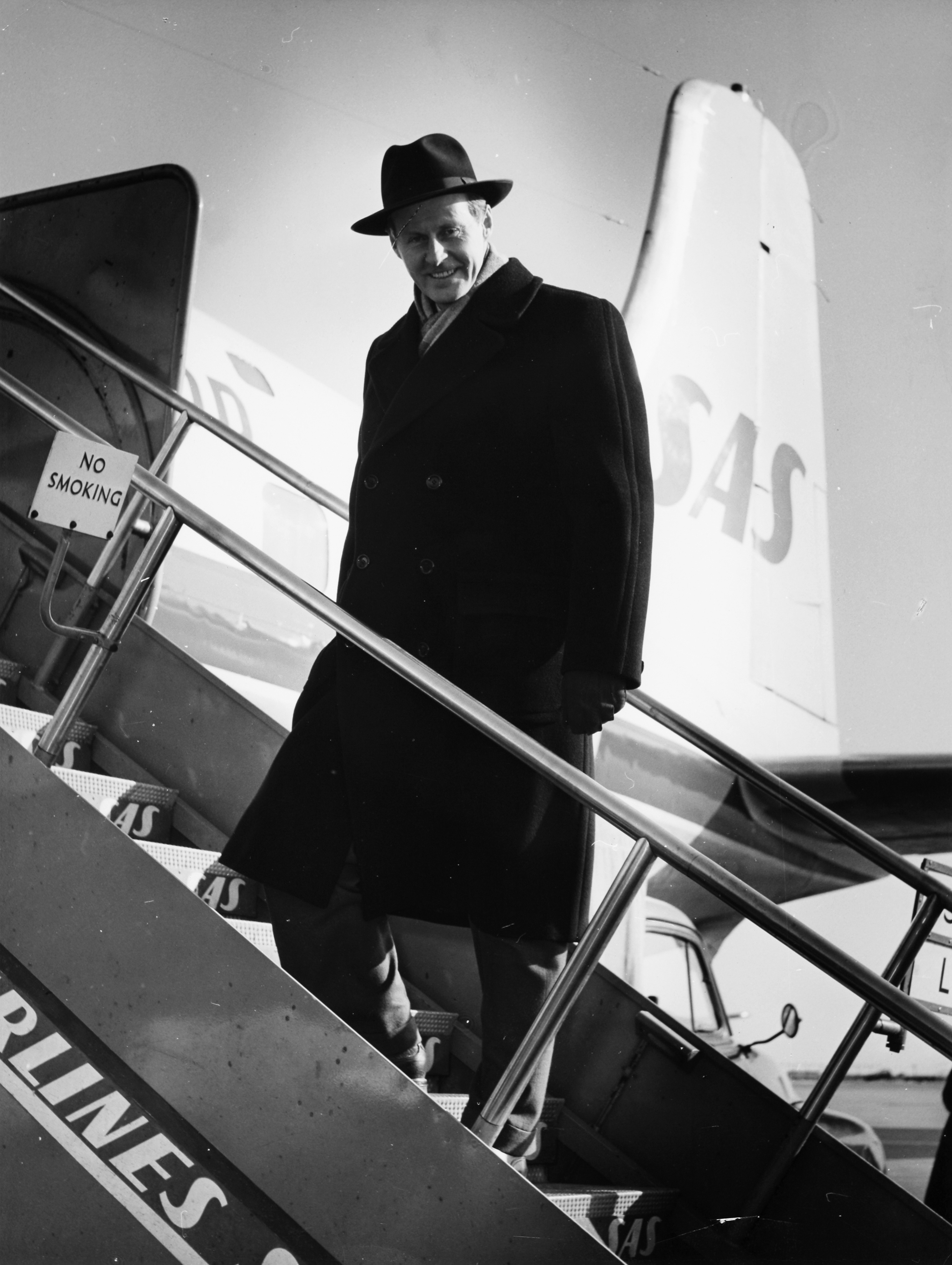
Тур Гаєрдаєл у 1958 році. Гаєрдаєл залишається досі одним з найвідоміших дослідників морів і океанів, єдиною людиною в Норвегії, яка виграла кінонагороду Оскар. А його літературні праці Подорож на «Кон-Тікі»,Аку-Аку (1958), Острів Пасхи: розгадана таємниця;Експедиція на «Ра», «Мальдівська загадка»-породили безліч дискусій та завоювали прихильників на всій земній кулі серед яких і Андрій Макаревич

- Томмі Віркола
- Мартін Аспауг
- Едіт Карлмар
- Іво Капріно
- Олав Дальгард
- Нілс Гауп
- Ерік Густавсон
- Бент Гамер
- Жиль Голанд
- Танкред Ібсен
- Єнс Льєн
- Ханс Петтер Моланд
- Пітер Несс
- Ерік Поппе
- Ойвін Сандберг
- Ерік Сьелдбьерг
- Арне Скуен
- Ола Солум
- Лів Уллманн
- Тронд Еспен Сейм
- Рев Утоґо
- Пітер Ванерьод
- Свен Вам
- Харальд Звард
- Маріус Холст
- Кароліна Фрогнер
- Вібеке Локкеберг
- Аня Браєн
- Ева Дахр

## Історія

Пліт «Кон-Тікі» в океані. Тур Хеєрдал
виграв Оскар за найкращий документальний фільм у 1951 за фільм «Кон-Тікі». У сюжет фільму лягла його подорож на зробленому за інкськими традиціями плоті і яка мала на меті довести спорідненість Полінезійців і Південно-Американців. Хоч довести це не вдалось проте фільм вийшов чудовий.

В 1920-ті роки знімались переважно екранізації літературних творів. У 1921 році знятий фільм «Соки землі» — перша норвезька літературна екранізація Кнута Гамсуна.
Фільми «Вимушена посадка», «Дев'ять життів», «Оточення» зняті норвезьким режисером А. Скоуеном. Фільм «Дев'ять життів» у 1957 році був номінований на премію «Оскар» як найкращий фільм іноземною мовою.
В 1968 році кінематографісти Норвегії у союзі із СРСР зняли спільно фільм «Усього одне життя» (норв. Bare et liv – Historien om Fridtjof Nansen) (режисер C. Мікаелян) про життя Фрітьйофа Нансена.
В 1985 році вийшов ще один спільний фільм — «І на камінні ростуть дерева» (режисери: Станіслав Ростоцький і Кнут Андерсен, кіностудії Norsk Film A/S і ім. М. Горького).

## Кінофестивалі
- Міжнародний кінофестиваль у Бергені, Берген
- Косморама — Тронгеймський Міжнародний кінофестиваль,[4] Тронгейм
- Інтернаціональний кінофестиваль у Тромсе [Архівовано 5 грудня 2006 у Wayback Machine.], Тромсе
- ØyaKino, Осло

## Кіношколи
Кіношколи включають:
- Норвезька кіношкола у Ліллегаммер.

Інші альтернативи для більш теоретичної вищої освіти у галузі кіно включають:
- Бакалавр у кіно- і телевізійному виробництві в Бергенському університеті.
- Бакалавр у галузі кінознавства в Норвезького інституту природничих і технічних наук.

Існує ще кілька приватних коледжів де існують кіностудії:
- Дослідження в кіно- та телевізійному виробництві в Інституті Noroff
- Дослідження кіно- та телевізійного виробництва в Північний інститут навчання та студії (NISS)
- Дослідження в кіно- та телевізійному виробництві в Westerdals Школи Зв'язку.

## Відомі фільми

### 1920-ті роки
- Пан (1922)
- Троль-Ельген (1927)
- Лейла (1929)

### 1930-ті роки
- Великі відкриття дитинства (1931)
- Два живих і один мертвий (1937)
- Гості Б'ярдсена (1939)

### 1940-ті роки
- Тітка Посе (1940)
- Бастард (1940)
- Торр Снортеволд (1940)
- Den forsvundne pølsemaker (1941)
- Det grodde fram - Тронхейм 1940 - 1945 (1947)

### 1950-ті роки
- Кон-Тікі (1950)
- Ніколи не біда (1954)
- Дев'ять живих (1957)
- Дурень на горі (1957)
- Озеро мертвих  (1958)
- The Мисливці (1959)

### 1960-ті роки
- Людина, яка не могла сміятися (1968)

### 1970-ті роки
- Ольсенбанден бере золото (1972)
- Флакліпи Гран-прі (1975)

### 1980-ті роки
- Пояс Оріона (1985)
- Провідник (1987)

### 1990-ті роки
- Смерть Осло S (1990)
- Mørketit (1994)
- Тіло Любові (1995)
- Інша сторона Неділі (1996)
- Безсоння (1997)

- Небажана пошта (1997)

- Коридори часу (1999)

### 2000-ні роки
- Еллінг (2001)
- Величезний і схвильований (2001)
- Темний ліс (2002)

- Кухонні історії (2003)

- Гаваї, Осло (2004)

- Клопітливий чоловік (2006)
- Здобич (фільм) (2006)

- Реприза  (2006)

- Арн: Королівство в кінці шляху (2007)

- Поліцейська облава (2008)
- Здобич II Воскресіння (2008)
- Повстання в Каутокейно (2008)
- Макс Манус: Людина війни (2008)
- Død Snø (2009)
- Пригоди корчика (2009)

### 2010s
- Мисливці на тролів (2010)
- Острів короля диявола (2010)
- Мисливці за головами (2011)
- Осло, 31 серпня (2011)
- Кон-Тікі (2012)

- Харольд тут (2014)

- 1001 грам (2014)

- Хвиля (2015)

- Голосніше, ніж бомби (2015)

- Вибір короля (2016)

- Дванадцятий (2017)

- Відьма (2017)

- Амундсен (2019)

- Викрадаючи коней (2019)

### Відомі короткометражні фільми
- Дух Норвегії (1988)
- Рік уздовж покинутої дороги (1991 рік)
- Найгірше майбутнє (2002)
- Перехоплювач(короткометражний фільм) (2006)
- Данський поет (2006)

### Відомі серіали
- Даг
- Окуповані